# Tréogan
Tréogan (tiếng Breton: Treogan) là một xã của tỉnh Côtes-d’Armor, thuộc vùng Bretagne, tây bắc Pháp.

## Dân số
Người dân ở Tréogan được gọi là Tréoganais.